# 全米脚本家組合賞
全米脚本家組合賞（ぜんべいきゃくほんかくみあいしょう、英: Writers Guild of America Award）は、東部全米脚本家組合(en)と西部全米脚本家組合(en)によって映画・テレビ・ラジオ作品に毎年贈られる賞である。1949年より開催されている。2004年より授賞式がテレビ放送されている。
映画賞は前暦年の間にロサンゼルスで上映された作品を対象とする。テレビ賞は12月1日から翌年11月30日のあいだに製作され、放送された番組を対象とする。

## 主な賞

### 映画
- 脚色賞
- オリジナル脚本賞
- ドキュメンタリー脚本賞

### テレビ
- コメディシリーズ賞
- ドラマシリーズ賞
- コメディエピソード賞
- ドラマエピソード賞

他